# 아르툠 미코얀
아르툠 호반네시 미코얀(아르메니아어: Արտյոմ  Հովհաննեսի Միկոյան , 러시아어: Артём Ива́нович Микоя́н 아르툠 이바노비치 미코얀[*], 1905년 8월 5일 ~ 1970년 12월 9일)은 소련의 항공기 설계자이다. 소련의 전투기 미그기의 주 설계자 중 한 명이며 현재 러시아의 가장 큰 항공 회사 중 하나인 미그의 창립자이다. 아울러 소련의 정치가 아나스타스 미코얀의 동생이다.

## 생애
1905년 아르메니아 로리주의 사나힌(Սանահին)에서 태어났다. 군대에서 일하기 전에는 모스크바와 로스토프나도누에 있는 공장에서 일했다. 군대를 제대한 이후에는 주코프스키 공군학교에 들어갔다. 그 해 같이 일하던 동료와 함께 첫 비행기인 옥탸브료노크(Октябрёнок)를 만들었으며, 이 비행기는 항공협회로부터 우수한 평가를 받았다. 이것이 계기가 되어 1937년 우수한 성적으로 졸업한 뒤 제1국영항공기공장에서 일하게 되었다.
1939년에는 첫 작품인 I-180을 만들었다. 이 비행기는 당시 소련에서 가장 유명한 항공기 설계사였던 폴리카르포프의 눈에 띄었으며, 미코얀은 폴리카르포프의 설계국에서 일하게 되었다. 폴리카르포프의 설계국에서 일하는 동안 그는 훗날 MiG-1이 되는 I-200을 설계하였으며, 이후 그는 능력을 인정받아 1939년 같은 설계국에서 일하던 미하일 구레비치와 함께 새로운 항공기 설계국을 만들게 되었다. 이 설계국은 훗날 러시아의 군용 항공기 회사인 미그의 전신이 되었다. 하지만 첫 설계작인 MiG-1과 MiG-3이 그다지 성공적이지 못한 관계로 미코얀은 2차 대전 기간 동안 별다른 항공기를 설계하지 않았다. 대신 제2차 세계대전 이후에는 제트기 설계에 매진해 1946년 MiG-9를 시작으로 제트기를 내보이기 시작했다. 1947년 설계한 MiG-15가 한국 전쟁 동안 큰 성과를 거두자 미코얀은 이후의 소련 제트 전투기를 주로 맡아 설계하였다. 1970년 모스크바에서 별세했다.

## 설계작
2차 대전이 일어나기 전 MiG-1과 MiG-3을 설계하였으며, 2차 대전 이후에는 한국 전쟁에 참여한 MiG-15를 비롯해 MiG-17, MiG-19, MiG-21, MiG-23, MiG-25 설계를 총 지휘하였다. MiG-1과 MiG-3은 2차 대전 동안 큰 성과를 거두지 못했지만, 이후 그가 설계한 제트 전투기들부터는 큰 성공을 거두어 러시아 전투기의 한 계열을 이어가게 되었다.